# Альфа-гранулы тромбоцитов
Альфа-гранулы тромбоцитов — особые внутриклеточные гранулы, в которых тромбоциты хранят несколько факторов роста (инсулиноподобный фактор роста 1, тромбоцитарный фактор роста, TGFβ), тромбоцитарный фактор 4 (гепарин-связывающий хемокин) и другие белки системы тромбообразования (тромбоспондин, фибронектин и фактор фон Виллебранда). Кроме этого, мембрана гранул содержит P-селектин и  CD63. Недостаточность альфа-гранул приводит к т.н. синдрому серых тромбоцитов.   